# 検察審査会 (テレビドラマ)
『検察審査会』（けんさつしんさかい）は、2005年11月21日にTBS系の2時間ドラマ枠「月曜ミステリー劇場」で放映されたテレビドラマ。主演は高島礼子。サブタイトルは「真実を暴く11人の市民」。

## キャスト

### 検察審査会
新メンバー
榊友里恵
演 - 高島礼子
主婦。夫の仕事柄、事件に関心を持つも一時に過ぎなかったが、検察審査会に選出される。起訴判断の早さに怖さを感じる。やがて、事件が不起訴処分に「申立人が嘘をつく人に見えない」と異議を唱え、検察審査会の中で孤立しそうになってしまう。
中村忠治
演 - 金田明夫
商店主。推理小説のファンで、事件のトリック説を主張。
岡崎奈々子
演 - 五十嵐りさ
伊勢崎モールのキャバクラ店｢スイート｣勤務。申立人の言葉を信じ、エリートへの反発から神山と対立する。
尾崎哲也
演 - 高藤疾土
フリーター。でっち上げの共犯説を主張。
神山弘
演 - 四方堂亘
商社マン。新しいプロジェクトに取り組む矢先に選出された。自らの立場から、被告とされた男の犯罪に対するリスクの大きさを感じ、奈々子と意見が対立する。
柴田栄三郎
演 - 長門裕之
元会社役員。当初は眠っているかのように静かな事を周囲に指摘されるも、友里恵の勇気ある意見に心動かされる。
以前からのメンバー
川口雅代
演 - 川俣しのぶ
PTA副会長。
長谷川健
演（兼：ドラマ法律監修） - 本村健太郎
事務用品を取り扱う会社で経理を担当。会社の取引先が検察庁のため、事件に関連すると思われる情報を告白すべきか悩む。
青木真一
演 - 立川談慶
落語家。芸名は「鶴亀亭ぽん太」。
九条さよ
演 - 市川千恵子
茶道家。
清水誠一
演 - 寺田農
開業医。検察審査会会長。「体の傷は医者がいるが、事件で付けられた傷を治す人はいない」と仕事を通して感じている。

### 榊家
榊綾奈
演 - 斎藤麻衣
友里恵の娘。下校途中に不審者に襲われ、ショックを受ける。
榊隆
演 - 久保田優輔
友里恵の息子で、綾奈の弟。小学生。
榊明夫
演 - 梨本謙次郎
友里恵の夫で、毎朝新聞社横浜支局編集局社会部記者。事件担当の記者のため、検察審査会の仕事に理解を示す。

### 暴行事件の関係者
白井真紀
演 - 雛形あきこ
申立人。28歳、元契約社員。気が強くて負けず嫌いな性格。両親を子供のころに亡くし、妹の香織と2人で親戚を転々とした過去を持つ。行きつけのジャズバーで知り合った加害者に自宅で暴行されたと警察に被害届を提出するも、嫌疑不十分のため検察により不起訴のため異議を唱えている。しかし、5年前の婦女暴行事件と香織の自殺未遂に関連していることが調査によって浮上する。
岩谷博之
演 - 畑山隆則
事件の加害者とされる人物。日本有数の商社に勤める会社員。東都大卒。申立人と供述が正反対で、「来年3月に挙式予定の婚約者の事を口にした途端、申立人から10分間引き止められただけで暴行の事実はない」と反論する。しかし、親戚に検察庁幹部がいる事や同日に発生した殺人事件の関与の疑いが後で判明し、不起訴に対する不審さを疑われる。
田鍋警部
演 - 河原さぶ
横浜南署刑事課刑事。同日に発生した殺人事件の捜査をしていたため、暴行事件の捜査は部下に任せたため、直接捜査にタッチしていない。しかし、捜査責任者として検察審査会に呼び出され、新事実を知らされる。
遠藤
演 - 井上高志
事件を担当した検事。不起訴にした理由は「状況的証拠と科学的物証、供述の一貫性」と述べる。
その他
須永慶（浜人事部長）、村井美樹、小嶋尚樹、久保内亜紀、大塚和彦、相川やすし、畑中映里佳、上村依子、山田太一、山田敦彦、山内崇、前田倫良、三上剛史、樽沢勇紀、高野杏子、しのへけい子、青野優美、大川慶子、菱田進治、三好杏依、日高里奈、相島一博、下川とも子

### スタッフ
- 監督 - 児玉宜久
- プロデューサー - 渡辺良介（大映テレビ）
- 脚本 - 安井国穂
- 撮影 - 迫信博
- 照明 - 小林丈晃
- VE - 松田年世
- 録音・MA - 関根光晶
- 美術進行 - 村上勇人
- 制作担当 - 藪下隆
- 技術プロデューサー - 岡本隆嗣
- 美術プロデューサー - 杉川廣明
- 編集・EED - 小林一雅
- スクリプター - 松隈理恵
- 選曲・効果 - 一力潤
- 制作進行 - 中村隆行、三浦吉人
- 装飾 - 武藤順一、山岸正一
- 衣裳 - 小平理恵
- スタイリスト - 今村文子
- メイク - 佐藤優子、相場広美
- 持道具 - 佐々木理恵
- スチール - 岩宮秀憲
- CA - 斉藤健雄
- 仕上進行 - 香川正行
- 車輌 - 高橋純
- 題字 - 野々山公久
- 番組宣伝 - 小林久幸
- 撮影協力 - いばらきフィルムコミッション、横浜フィルムコミッション、水海道フィルムコミッション、湘南藤沢フィルムコミッション、きぬ医師会病院
- 技術協力 - ビデオスタッフ
- 美術協力 - フジアール
- 編集・MA - エクサインターナショナル